# Virové onemocnění

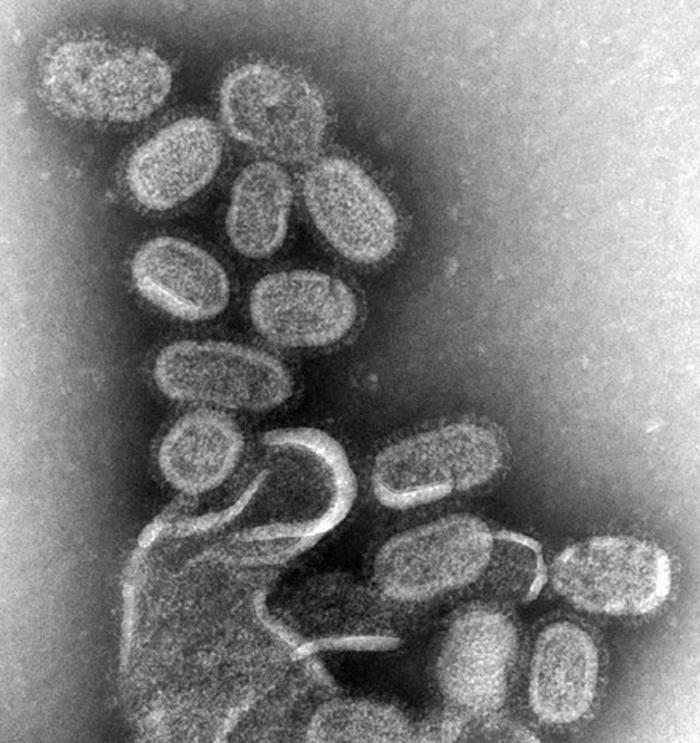
Chřipkový virus A, konkrétně stejný kmen, který způsobil v roce 1918 smrtelnou epidemii tzv. španělské chřipky

Virové onemocnění či viróza je choroba způsobená působením patogenních virů. Viry mohou napadat jak živočichy (včetně člověka) tak rostliny, některé napadají i bakterie. Celá řada virů způsobuje vážná lidská onemocnění: virová onemocnění dolních cest dýchacích (chřipka), AIDS, virem způsobené průjmy, ale i spalničky jsou na čelních místech ve statistikách úmrtnosti na infekční onemocnění. Mnohé způsobují obrovské ekonomické ztráty v zemědělství (namátkou virus Tungro zničí za jeden rok úrodu rýže za 1,5 mld. dolarů, dle Hull and Davies (1992)).
Při napadení organismu virem dochází k replikaci viru uvnitř buněk (intracelulární organismy). V případě cytopatogenních virů se hostitelské buňky mohou rozpadat, u necytopatogenních virů nedochází k odúmrtí buněk přímo pomnožením viru. U těchto virů jsou infikované buňky organismu likvidovány imunitním systémem hostitele. Přitom někdy paradoxně může dojít k poškození tkání vlastní imunitní reakcí hostitele. V imunitě proti virům hrají nejvýznamnější roli NK buňky, cytotoxické Tc lymfocyty, protilátky a interferony.

## Virózy rostlin

### Přenos
Nákaza způsobená rostlinnými viry se může šířit několika způsoby. V první řadě to je šíření virových částic uvnitř semen; jedinci, kteří ze semen vyrostou, onemocní. Vznikají tím ohniska nemocných jedinců, která se následně mohou šířit i jiným způsobem. K šíření virové nákazy může docházet i pomocí vegetativního řízkování nebo roubování. Vektorem virů mohou být také různé bakterie, houby, hlísti, různé mšice, brouci nebo třeba roztoči. Dalším velmi častým způsobem šíření je mechanická nákaza, např. průnikem skrz list. Někdy stačí pouhé zrnko prachu nebo písku, které je kontaminováno virem – toto zrnko je větrem naváto na list, dojde k drobnému poranění a virus se dostává dovnitř buněk. Na místě, kde tímto způsobem došlo k infekci, se často vzápětí vytvoří různé léze, tvořené buď mrtvými buňkami nebo buňkami bez chlorofylu (chloróza).

### Příznaky
Byla vypozorována celá řada typických symptomů, jimiž se virové onemocnění projevuje. Často dochází například ke zpomalení růstu, vzniku skvrn a lézí na listech, žloutnutí a zavinování listů, vadnutí, nekróze či k vývojovým změnám. Pod mikroskopem je možné pozorovat celou řadu jiných příznaků: může docházet k odumírání malých okrsků tkáně, k hypopláziím, změnám velikosti buněk, k abnormálnímu dělení buněk či k degenerativním změnám buněčných organel.

## Virózy zvířat

### Vznik onemocnění
K vzniku a propuknutí nemoci přispívá celá řada faktorů, které se společně podílí na tzv. patogenezi. Ke vzniku onemocnění může dojít na místě infekce (tzv. lokální infekce), nebo v jiné tkáni, kam virus doputoval krví, mízou nebo nervovou tkání (tzv. generalizovaná infekce). Následně dochází k poškozování tkáně, a to buď přímým patogenním působením množícího se viru, nebo kvůli imunitní obraně, která útočí na virem napadenou tkáň. Někdy je virová infekce tak subtilní, že probíhá bez povšimnutí hostitele a sama odezní.

### Imunitní reakce
Imunitní reakce je přirozená obrana těla před cizorodými částicemi, v tomto případě viry. Vyvinulo se množství mechanismů, jimiž se lidské tělo brání virové infekci, a to jak v oblasti tzv. vrozené imunity, tak i v imunitě adaptivní. Na druhou stranu, viry si často vyvíjí způsoby, jak imunitní obranu přelstít či oklamat. Schopnost těla odolat virové infekci je dáno právě tím, kdo pomyslný „souboj“ vyhraje.
První souboj s virem obvykle obstarává tzv. vrozená imunita, především interferonová odpověď a dále také NK buňky. Pro viry je typické, že v určitých fázích jejich životních cyklů dochází ke vzniku dvouvláknových RNA molekul. Ty jsou v buňce rozpoznány a dochází k tvorbě interferonů I. typu (IFN-α, IFN-β). Tyto signální látky šíří do okolní tkáně poplašný signál, že došlo k napadení virem. Interferony se vážou na povrchové receptory a v důsledku tohoto dochází k aktivaci tzv. RNázy L, která rozkládá virovou RNA. Podobným mechanismem se aktivuje třeba proteinkináza R, která blokuje výrobu bílkovin v buňce. Díky interferonům dochází rovněž k stimulaci NK buněk: tento typ bílých krvinek je schopen rozpoznat virem napadené buňky a usmrtit je.
Záhy po propuknutí virové infekce dochází také k celé řadě procesů spadajících do tzv. adaptivní imunity. Celá řada protilátek (imunoglobulinů) například může blokovat navázání virových částic na buňky, nebo zamezovat jejich průniku dovnitř, některé imunoglobuliny stimulují shlukování virových částic a podobně. Důležitější roli však při boji s virem hraje tzv. buněčná imunita zprostředkovaná různými T-lymfocyty. Pomocné T-lymfocyty typu TH1 produkují – při styku s viry – důležité cytokiny. Dochází tím k aktivaci NK buněk a hlavně cytotoxických T-lymfocytů. Druhý zmíněný typ bílých krvinek se objevuje v krvi asi 3-4 dny po infekci a jejich hladina v krvi vrcholí kolem sedmého až desátého dne. Cytotoxické T-lymfocyty se vážou na virem napadené buňky a usmrcují je, čímž zamezují šíření infekce.

### Léčba
Ve srovnání s bakteriálními nemocemi, která jsou velice často léčitelná pomocí antibiotik, existuje stále jen poměrně málo léků zaměřených proti virům. Virus nemá vlastní metabolismus, takže je obtížné hledat zacílení léčby. Viry ve většině svých procesů využívají hostitelské bílkoviny, a tak se často stává, že antivirotika jsou škodlivá i pro samotného hostitele. V souvislosti zejména s hledáním léků proti HIV/AIDS došlo k jistému pokroku.
K nejúspěšnějším lékům proti virům patří tzv. analogy nukleosidů (např. acyclovir, azidothymidin), používané zejména k léčbě nemocí způsobených herpesviry a virem HIV. K dalším významným typům antivirotik patří namátkou inhibitory proteázy, inhibitory fúze, inhibitory reverzní transkriptázy (zejména proti HIV), inhibitory neuraminidázy (proti virům chřipky) inhibitory RNA polymerázy (zejména proti poxvirům), analogy pyrofosfátu či syntetické aminy. Speciální kategorií jsou interferony (alfa, beta, gama), které často účinkují obecně na všechny viry.

## Příklady významných virových onemocnění
Člověk
- AIDS
- covid-19
- Ebola
- chřipka
- herpetická gingivostomatitida
- klíšťová encefalitida
- neštovice
- mononukleóza
- Rotavirová průjmová onemocnění
- SARS
- Spalničky
- hepatitida A, B a C a další

Psi
- vzteklina
- parvoviróza
- psinka

Kočky
- infekční peritonitída koček
- leukóza koček

Přežvýkavci
- slintavka a kulhavka
- mor skotu
- BVD
- IBR
- katarální horečka ovcí

Koně
- Infekční anémie koní
- Africký mor koní

Prasata
- Klasický mor prasat
- Africký mor prasat
- Vezikulární choroba prasat
- Aujeszkyho choroba
- PRRS

Ptáci
(viz také nemoci ptáků)
- Ptačí chřipka
- Newcastleská choroba
- Markova nemoc

Ryby
- Jarní virémie kaprů
- Virová hemoragická septikémie pstruhů
- Infekční nekróza pankreatu lososovitých ryb